# Julien Lourau

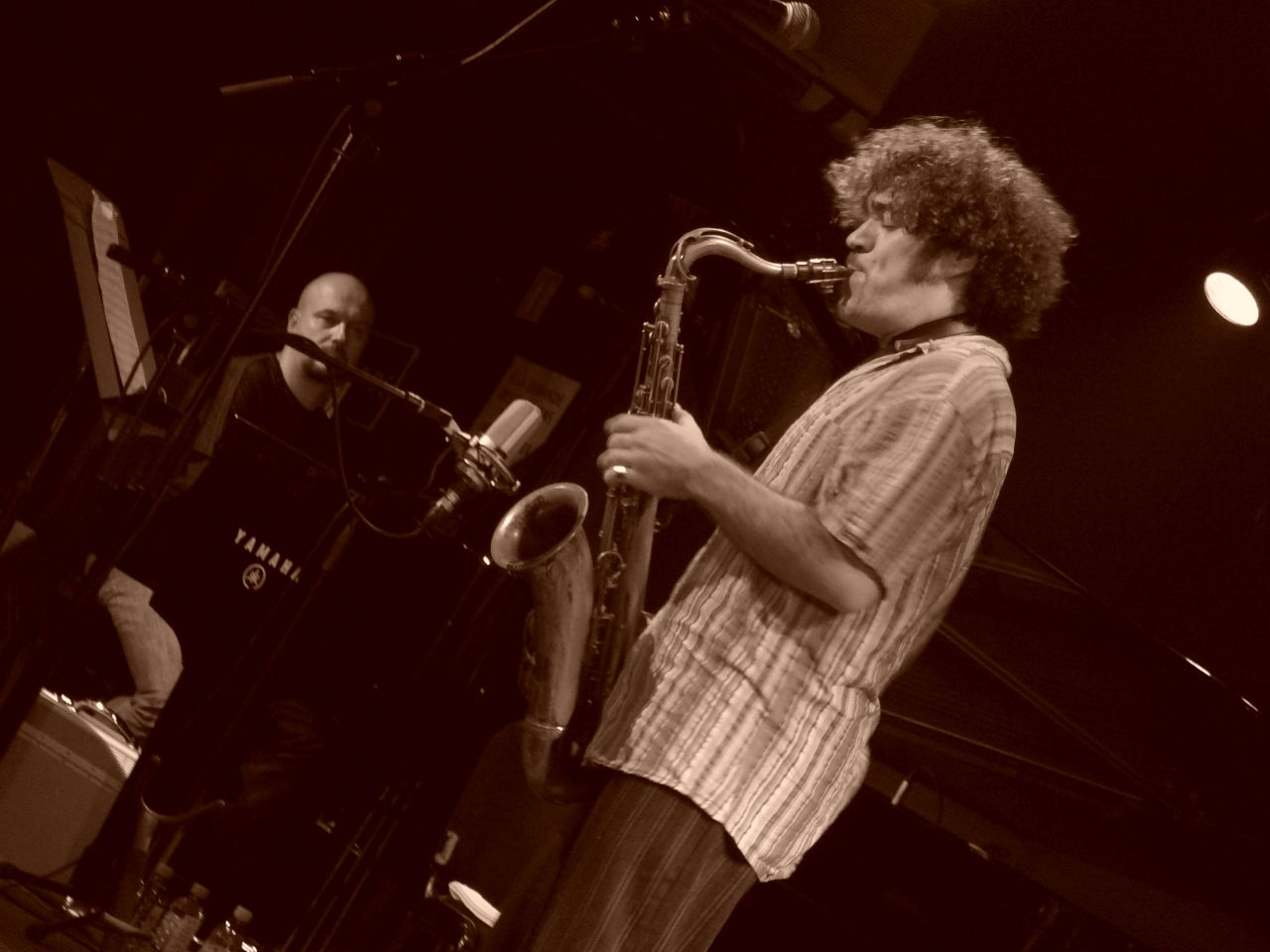
Julien Lourau im März 2007 in Paris, im Hintergrund Bojan Z

Julien Lourau (* 2. März 1970 in Paris) ist ein französischer Jazz-Saxophonist (Tenor, aber auch Sopran, Alt, Bariton).

## Leben und Wirken
Der Sohn des Soziologen René Lourau begann bei der Free-Jazz-Gruppe „Trash Corporation“ des Gitarristen Noël Akchoté und des Pianisten Bojan Z. 1992 gewann er den Preis als Solist im Concours de La Défense und gründete die Funk-Jazzband Julien Lourau Groove Gang (gleichnamiges Album bei Label Bleu 1995) mit dem Posaunisten Daniel Casimir, dem Trompeter Nicolas Genest, dem Schlagzeuger Daniel Garcia-Bruno und dem Bassisten Jules Bikoko Bi N‘ Jami.
Nach dem zweiten Album „City Boom Boom“ (bei WEA, mit der Sängerin Laïka Fatien, dem Flötisten Malik Mezzadri, DJ Shalom und Minino Garay) löste er die Gruppe auf. 1999 wandte er sich elektronischer Musik zu und veröffentlichte sein Album „Gambit“ (2000), wobei aus der alten „Groove Gang“ nur Garay und Mezzadri mitspielten. Daneben gründete er „Olympic Gramofon“ (gleichnamiges Album 1996 bei Pee-Wee), begleitete er Abbey Lincoln und Marc Ducret und spielte im Septett von Henri Texier. 2002 kehrte er mit „The Rise“ (Label Bleu) zum traditionellen akustischen Jazz zurück. Er spielt häufig im Duo mit Bojan Z und wiederbelebte 2017 seine Groove Retrievers. 2019 war er Mitglied des Stéphane Kerecki Quartetts, 2020 spielt er auch in Anne Paceos Circles; 2021 legte er im Quintett mit Arnaud Roulin, Léo Jassef, Sylvain Daniel und Jim Hart das dem Label CTI Records gewidmete Album Power of Soul: The Music of CTI (Kosmos Jazz) vor.
1999 erhielt er den Preis Les Victoires du Jazz als Neues Talent.